# کمبود شیرخشک کودک در آمریکا در سال ۲۰۲۲

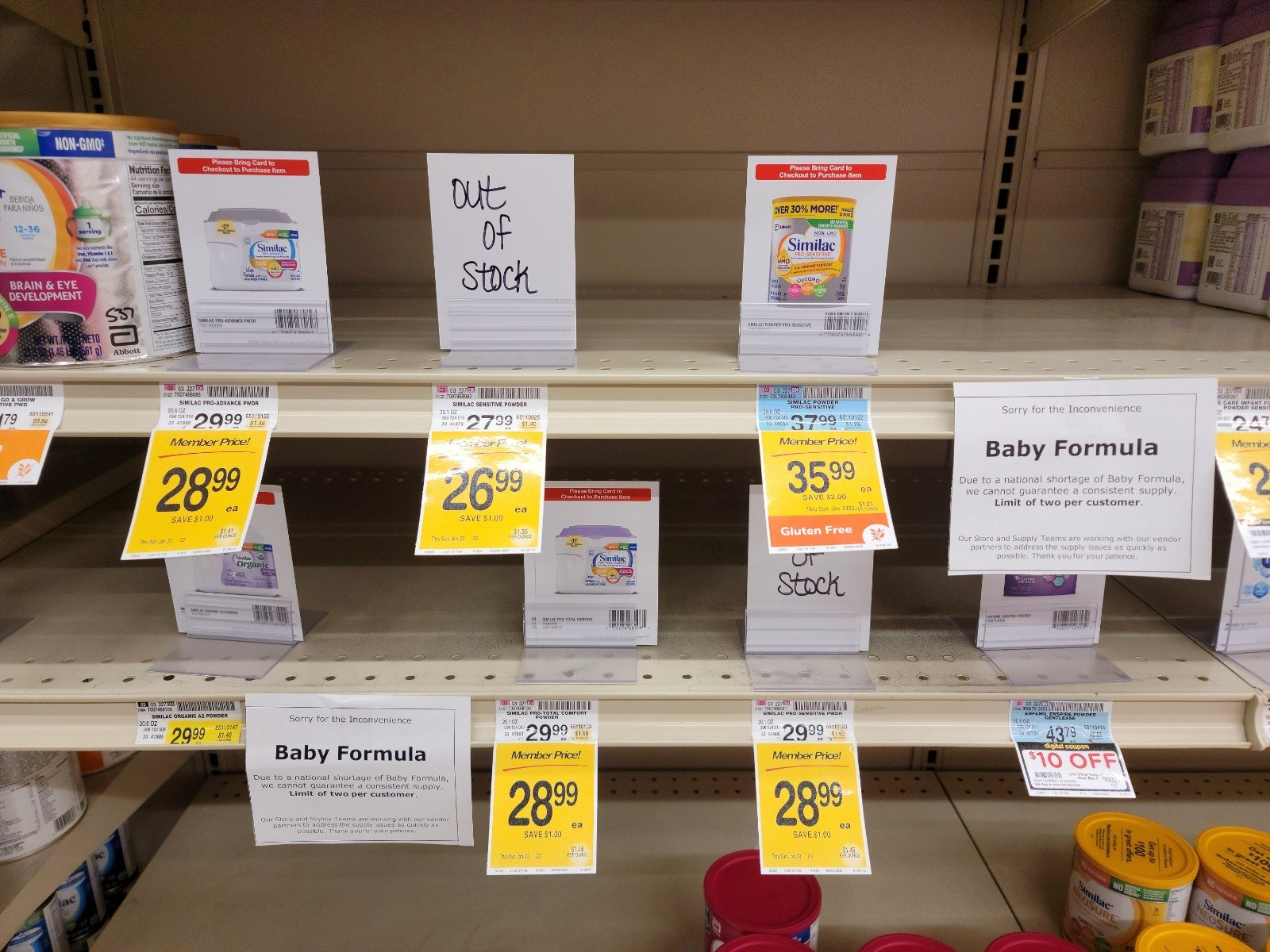
قفسه‌های خالی شیر خشک با اطلاعیه ای راجع به محدودیت تعداد در خرید این محصول، در فروشگاه سیفوی در مونرو، واشینگتن، در ژانویه ۲۰۲۲

در سال ۲۰۲۲، ایالات متحده در نتیجه بحران زنجیره تأمین جهانی ۲۰۲۱–۲۰۲۲ همراه با فراخوان محصول در مقیاس گسترده دچار کمبود شدید شیر خشک شد. از ۱۴ مه، میزان ناموجودی این محصول در سراسر کشور ۴۳ درصد گزارش شده‌است، که از ۳۱ درصد دو هفته قبل بیشتر است. نرخ عادی ناموجودی ۱۰٪ است. در بسیاری از مکان‌ها، قفسه‌های فروشگاه‌ها خالی هستند. ایالت‌های دلاور، کانزاس و تنسی بیشترین آسیب را دیده‌اند. از اواسط ماه مه، تولیدکنندگان و خرده فروشان انتظار داشتند بازیابی کامل ذخایر شیرخشک ماه‌ها به طول بینجامد. علاوه بر نوزادان، فراخوان‌های شیر خشک بر بیماران پزشکی غیر شیرخوار که نیاز به تغذیه از طریق بینی معده دارند نیز تأثیر گذاشته‌است.

## علل

### زنجیره تأمین
به نظر می‌رسد علت اصلی کمبود شیرخشک، مسائل مربوط به زنجیره تأمین کووید-۱۹ باشد.

### فراخوان و تعطیلی کارخانه‌ها

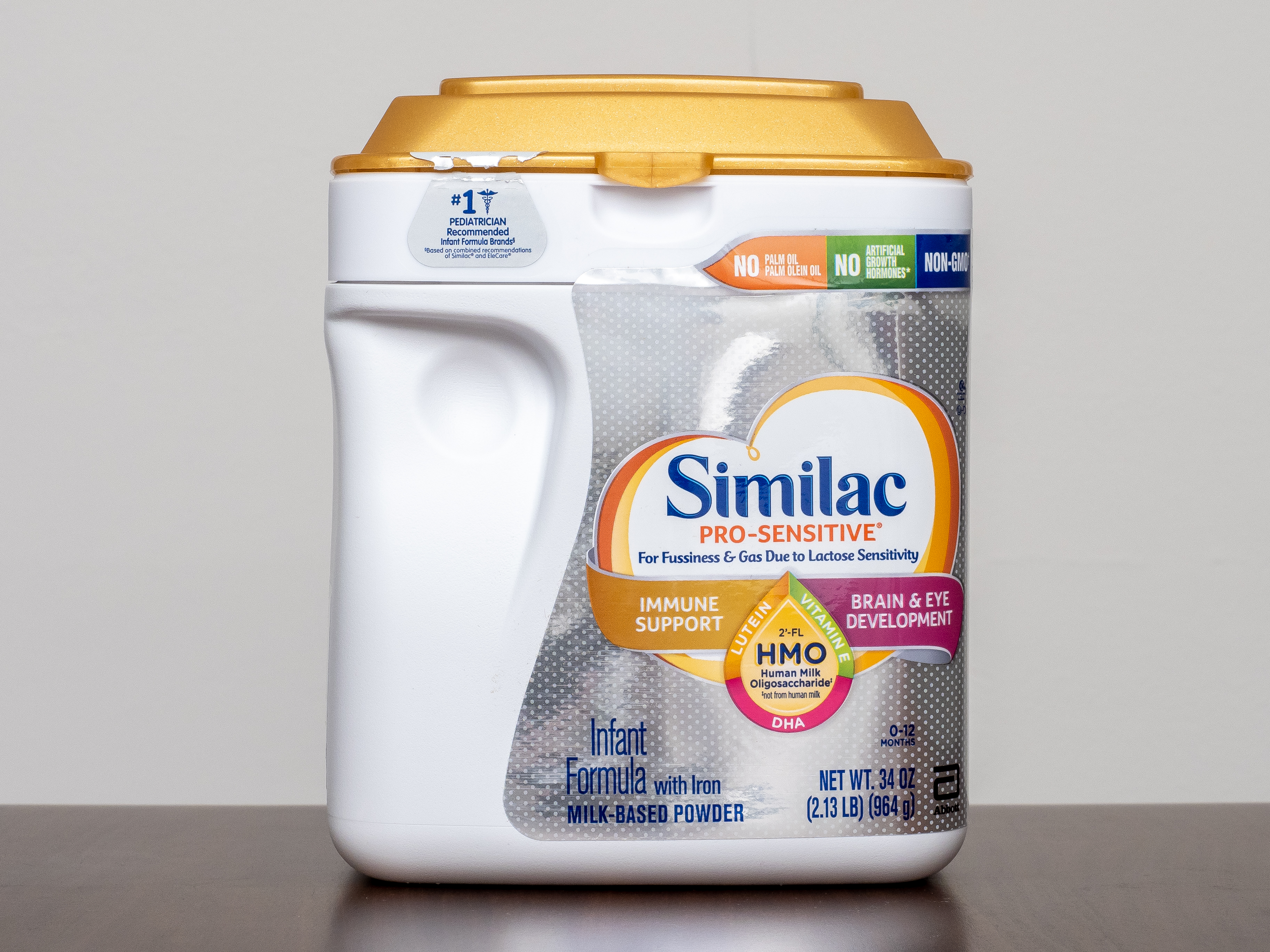
شیر خشک بچه گانه سیمیلک

این مشکل زمانی تشدید شد که آزمایشگاه ابوت، یکی از سه تولیدکننده اصلی شیر خشک در ایالات متحده، در فوریه ۲۰۲۲ به دنبال دستور سازمان غذا و داروی برای فراخوانی چندین برند شیر خشک به دلیل آلودگی باکتریایی احتمالی، تولید خود را در کارخانه استرگیس، میشیگان خود تعطیل کرد. ممکن است باعث مرگ حداقل دو نوزاد شده باشد. ابوت ۴۰ درصد از فرمول فروخته شده در ایالات متحده را تولید می‌کند که عمدتاً تحت نام تجاری سیمیلک است و تأسیسات استرگیس بزرگترین آن است. باکتری Cronobacter sakazakii، که نوزادان را بیمار می‌کند، در کارخانه استرگیس یافت شد. ابوت در یک بیانیه مطبوعاتی اظهار داشت: «هیچ مدرکی وجود ندارد که شیرخشک‌های ما را با این بیماری‌های نوزادان مرتبط کند» و نمونه‌هایی از باکتری‌های جمع‌آوری شده از نوزادان با نمونه‌های موجود در کارخانه این شرکت مطابقت ندارد. با این حال، مقامات اف دی ای با استناد به کمبود داده‌های ژنتیکی C. sakazakii در پایگاه داده سی دی سی، که شناسایی و مقایسه سویه‌ها را دشوار می‌کند و احتمال بالای عدم تشخیص سویه‌ها با استفاده از روش‌های موجود، منطق این ادعا را رد کردند.
در اکتبر ۲۰۲۱، یکی از کارمندان سابق ابوت نوتریشن در کارخانه استرگیس آن، نگرانی‌های خود را در مورد نقض ایمنی در کارخانه برای مقامات ارشد FDA مطرح کرد. این سوت زن اتهاماتی مربوط به روش‌های نظافت ضعیف، سوابق جعلی تعمدی، و تلاش‌های مقامات کارخانه برای جلوگیری از اطلاع اف دی ای در مورد مسائل جدی مربوط به سیستم کارخانه برای بررسی وجود آلاینده‌های باکتریایی در شیرخشک را تشریح کرد. این اتهامات به مقامات ارشد ایمنی مواد غذایی و دیگر رهبران اف دی ای ارسال شد. اف دی ای تا ۳۱ ژانویه ۲۰۲۲ کارخانه را بازرسی نکرد.

### محدودیت واردات
گابریلا بیومونت-اسمیت، تحلیلگر تجاری برای موسسه کیتو و قبلاً بنیاد هریتیج، خاطرنشان کرد که شیر خشک نوزادان مشمول تعرفه‌های بالا و همچنین سهمیه‌های نرخ تعرفه (TRQ) می‌شود. بخشی از واردات اقلام مشمول TRQ مشمول تعرفه و مازاد بر سهمیه آن مشمول تعرفه و عوارض اضافی است که واردات آن را گران می‌کند. بیومونت اسمیت همچنین خاطرنشان کرد که مفاد توافقنامه ۲۰۲۰ ایالات متحده-مکزیک-کانادا محدودیت‌های جدیدی را بر واردات شیر خشک از کانادا اعمال می‌کند. ایالات متحده هیچ شیر خشکی از کانادا در سال ۲۰۲۱ وارد نکرد. اف دی ای همچنین واردات (برای مقاصد تجاری) و فروش شیر خشک از اروپا در ایالات متحده را ممنوع می‌کند، حتی اگر بسیاری از شیرخشک‌های اروپایی دستورالعمل‌های تغذیه ای اف دی ای را رعایت کرده یا از آنها فراتر رفته باشد، زیرا برچسب‌های تغذیه ای آنها با الزامات ایالات متحده مطابقت ندارد.

## اثرات

### شدت بر پایه مکان
در آغاز ماه مه، با کمبود در سراسر کشور، ایالت‌های تنسی، تگزاس، آیووا، داکوتای شمالی و داکوتای جنوبی بیشترین آسیب را دیدند که همگی با نرخ‌های ناموجودی ۵۰ درصد یا بیشتر از آن بودند. به گفته شرکت تحلیل بازار دیتاسمبلی، ۲۵ ایالت دیگر و واشینگتن دی سی دارای نرخ‌های موجودی بین ۴۰ تا ۵۰ درصد بودند. سن آنتونیو، تگزاس، بیشترین آسیب را دیده‌است، جایی که نرخ‌های ناموجودی به ۵۷٪ رسیده‌است. کمبودها به ویژه در مناطق روستایی شدید است.

### فروش و اهدای شیر مادر
بانک‌های شیر افزایش تقاضا برای شیر مادر و اهدای شیر مادر را در پاسخ به کمبود گزارش کرده‌اند. فروش شیر مادر در ایالات متحده قانونی و بدون تنظیم مقررات است. برخی از فروشگاه‌ها مانند Craigslist و eBay اجازه فروش شیر مادر را نمی‌دهند.

## پاسخ

### تلاش برای جلوگیری از افزایش قیمت
در ۱۲ ماه مه، کاخ سفید از کمیسیون تجارت فدرال و دادستان‌های ایالتی خواست تا افزایش قیمت‌ها و سایر اقدامات بازاری غیرمنصفانه که بر فروش شیر خشک تأثیر می‌گذارد، را سرکوب کنند.
بسیاری از خرده‌فروش‌ها، از جمله CVS، والگرینز، و تارگت، و برخی از ایالت‌ها، محدودیت‌هایی را برای تعداد ظروف شیر خشک که می‌توان در هر زمان خریداری کرد، اعمال کردند تا از خرید عصبی و افزایش قیمت‌ها بکاهند. مواردی از افزایش قیمت آنلاین در شیرخشک‌های فروش مجدد گزارش شده‌است. برخی از ایالت‌ها از جمله نیوجرسی، اورگان و جورجیا از اقدامات اضطراری برای جلوگیری از افزایش قیمت خرده‌فروشان استفاده کرده‌اند.

## تفسیرها

### بحث شیر مادر در مقابل شیر خشک
برخی از مفسران، از جمله بت میدلر، بازیگر، به شیر مادر به عنوان راه حلی «رایگان» برای کمبود اشاره کردند و مزایای سلامتی مستندشده آن را تحسین کرده و در برخی موارد به استفاده از شیر خشک انگ زدند. در پاسخ، دیگران به دلایلی اشاره کردند که شیر مادر برای بسیاری از والدین گزینه مناسبی نیست، از جمله آنها عبارتند از ناتوانی در شیردهی یا تولید ناکافی، وجود داروهای بالقوه مضر در شیر مادر، شرایط مختلف پزشکی در نوزادان که منجر به عدم تحمل شیر مادر می‌شود، و عوامل تدارکاتی. مشکلات شیردهی و شیردوشی برای والدینی که خارج از خانه کار می‌کنند. شیردهی نوزادان به‌طور معمول حدود سی دقیقه، هشت تا دوازده بار در روز طول می‌کشد. ربکا دایمند، استادیار اطفال در دانشگاه کلمبیا، نوشت که "بسیاری، اگر نه بیشتر، از نوزادان حداقل به مقداری از مکمل‌های شیر خشک برای رسیدن به سلامت مطلوب خود نیاز دارند" و "انواع عفونت‌ها، داروها و شرایط ژنتیکی می‌توانند گزینه شیر دادن را به طور کامل از روی میز بردارند.

### انتقاد از واکنش فدرال
جمهوری خواهان ادعا می‌کنند که رئیس جمهور بایدن و اف دی ای در پاسخ به کمبود کند بوده‌اند و در انتشار اطلاعات خست به خرج داده‌اند.
در ۱۳ ماه مه، گروهی از اعضای جمهوری‌خواه کنگره دولت بایدن را به دلیل کمبود شیر خشک مورد انتقاد قرار دادند و کاخ سفید را به دلیل عدم سرعت کافی برای تأمین موجودی شیر خشک، به عنوان بخشی از انتقادات بزرگتر از مشکلات زنجیره تأمین و تورم، سرزنش کردند. سناتور جمهوری‌خواه میت رامنی نیز به اف دی ای نامه نوشت و نگرانی خود را از اینکه این سازمان به اندازه کافی سریع برای بررسی آلودگی فرمول و تلاش برای ارائه گزینه‌های بیشتر به بازار تلاش نمی‌کند، ابراز کرد. ویپ اقلیت استیو اسکالیز اظهار داشت که رسیدگی به کمبود شیر خشک باید جایگزین فشار سنا برای تدوین قانون رو در برابر وید که قانونی بودن سقط جنین را در سراسر کشور تضمین کرد شود.
رئیس جمهور بایدن این ایده را رد کرد که دولت او باید زودتر وارد عمل می‌شد و اظهار داشت که دولت او «به محض این که مشکل برای ما آشکار شد» عمل کرده‌است. بایدن اظهار داشت که اگر آنها ذهن خوان بودند، می‌توانستند این وضعیت را سریعتر حل کنند. بایدن مدعی شد که با سرعت و احتیاط حرکت می‌کند، زیرا این محصول باید یک «محصول درجه یک» باشد.

#### در دسترس بودن شیرخشک در مرز جنوبی
دولت فدرال موظف است به کودکان مهاجر در سکونتگاه فلورس ۱۹۹۷ غذا بدهد. استیون اسکونر، استاد قانون تدارکات دولتی در دانشگاه جورج واشینگتن، گفت که او «بسیار مطمئن است که هر حجم شیرخشکی که وزارت امنیت داخلی و گمرک و حفاظت مرزی بخرند، از نظر آماری معادل صفر از نظر سهم بازار است.» عکسی که توسط نماینده جمهوری‌خواه کت کمک توییت شده‌است، قفسه‌های حاوی شیر خشک را نشان می‌دهد که به گفته او مربوط به مرکز پردازش مهاجران اورسولا آمده‌است. او همچنین، بدون ارائه شواهد، ادعا کرد که این مرکز دارای «پالت‌هایی» از شیرخشک است. الیز استفنیک (نیویورک) رئیس کنفرانس جمهوریخواهان مجلس نمایندگان آمریکا همچنین مدعی شد که جو بایدن در حال ارسال پالت شیر خشک به مرز جنوبی است که انتقاد سیاستمداران دموکرات را برانگیخت.

#### اطلاعات غلط
برخی از سیاستمداران حزب جمهوری‌خواه مدعی شدند که دولت بایدن با ارائه شیر خشک به کودکان در مرز جنوبی، نیازهای کودکان مهاجر را بر نیازهای شهروندان آمریکایی در اولویت قرار داده‌است. گرگ ابت فرماندار تگزاس و رئیس اتحادیه گشت مرزی مشترکاً ارائه شیرخشک به مهاجران را «یکی دیگر از اولویت‌های بی ملاحظه و ناآگاهانه دولت بایدن» توصیف کردند. کمک در برنامه شان هنتی مجری فاکس نیوز ظاهر شد و عکس‌های دیگری را نشان داد که آنها را چنین توصیف کرد: «پالت و پالت شیر خشک برای مهاجران غیرقانونی و خانواده‌هایشان حتی در شرایطی که ما خانواده‌های سخت‌کوش آمریکایی، اکنون در سراسر کشور از کمبود شدید رنج می‌بریم». عکس‌های هنتی جعبه‌هایی از شیرخشک را نشان می‌داد که توسط سازنده آن برای مصرف نوزادان بالای یک سال در نظر گرفته شده‌است.
خبرگزاری‌ها و کارشناسان محافظه‌کار انتقادات جمهوری‌خواهان را تقویت کردند، از جمله برخی که ادعا کردند عکس کمک نشان می‌دهد که بایدن «هزاران» پالت شیر خشک برای مهاجران ارسال می‌کند. راستی آزمای واشینگتن پست، مقصر دانستن سیاست‌های مهاجرتی دولت بایدن برای کمبود شیرخشک را «یک خشم ساختگی مضحک» توصیف کرد.